# 이승정 (1906년)
이승정(李承鼎,  1906년 ~ 1974년 2월 13일)은 일제강점기와 대한민국의 세무 관료이다.

## 생애
평안북도 출신으로 신의주고등보통학교를 졸업했다. 일본에 유학하여 히로시마 고등사범학교 문과를 졸업한 만주국 고등문관시험 행정과에 합격하였다. 이승정은 만주 고문시험 합격과 함께 중국어학고시에 수석 합격할 정도의 수재였다.
만주국에서 관리로 임용되어 현재의 단둥 지역인 안동성 사무관을 지냈고, 펑톈의 봉천해관 세무과에서도 사무관을 역임하였다. 직급은 고등관 3등이었다. 만주 지역에서 중국산업사, 소주산업사, 중지산업사 등 기업체 지배인을 지내기도 했다.
태평양 전쟁 종전으로 만주국이 소멸하자 1948년에 미군정 지역으로 귀국했다. 이듬해 대한민국 재무부 관리로 채용되어 서기관인 전라북도 군산시의 군산세관장에 임명되었고, 1952년에는 인천세관 세무국장이 되었다.
1953년에 이사관으로 인천세관장에 임명된데 이어 1956년에는 부산세관장을 지냈으며, 1957년에는 서울세관장으로 영전하였다. 1960년 1월에 서울세관장으로 재직 중이었던 것이 확인된다.
2008년 발표된 민족문제연구소의 친일인명사전 수록예정자 명단 중 해외 부문에 포함되었다. 이승정은 본인이 만주에 있을 때 대한민국 임시정부와 연계하여 활동했다고 밝힌 바 있으나 확인되지 않았다.

## 참고자료
- 이승정(李承鼎) - 국사편찬위원회